# Marco Atilio Régulo (cónsul 294 a. C.)
Marco Atilio Régulo  fue un político y militar romano que ocupó el consulado en el año 294 a. C., siendo el segundo hombre de la gens Atilia en alcanzar dicho cargo.

## Familia
A Marco Atilio Régulo se le conoce principalmente por ser el padre del homónimo Marco Atilio Régulo, el legendario cónsul capturado durante la primera guerra púnica. Al menos dos de sus nietos también fueron cónsules. Fue hijo probablemente de Marco Atilio Régulo Caleno

## Carrera pública
Fue cónsul en el año 294 a. C. con Lucio Postumio Megelo. Llevó la guerra con su colega contra los samnitas. Los acontecimientos de este año fueron relatados de manera muy diferente por los analistas.
Según las fuentes que Tito Livio siguió, Régulo fue derrotado con grandes pérdidas cerca de Luceria, pero al día siguiente obtuvo una brillante victoria sobre los samnitas, de los cuales 7200 fueron pasados bajo el yugo. Tito Livio dice además que a Régulo se le negó un triunfo, pero esto se contradice con los Fastos capitolinos donde señala que triunfó de volsonibus et samnitibus. El nombre de los volsones no aparece en otros lugares. Barthold Georg Niebuhr conjetura que puedan ser los mismos que los volcentes, que se mencionan junto con los hirpinos y los lucanos, o incluso son los mismos que los volsinii o volsinienses.